# Bioblapsis polita
Bioblapsis polita är en stekelart som först beskrevs av Vollenhoven 1878.  Bioblapsis polita ingår i släktet Bioblapsis och familjen brokparasitsteklar. Arten är reproducerande i Sverige. Inga underarter finns listade.